# Tyler Hildebrand
Tyler William Hildebrand (ur. 28 lutego 1984 w Mesa) – amerykański siatkarz, grający na pozycji rozgrywającego, reprezentant Stanów Zjednoczonych. W 2012 roku zakończył karierę reprezentacyjną i został asystentem trenera w drużynie CSU Long Beach.

## Życie prywatne
Jego rodzicami są Tony i Cheryl Hildebrand oraz ma starszą siostrę Rebekkah. W 2012 roku ożenił się z amerykańską siatkarką Kristin Richards.

## Sukcesy klubowe
Mistrzostwo Portoryko:
- 2007

## Sukcesy reprezentacyjne
Letnia Uniwersjada:
- 2003

Puchar Panamerykański:
- 2008, 2009, 2010